# Xingzhen (sockenhuvudort i Kina, Shaanxi, lat 34,93, long 109,45)
Xingzhen (kinesiska: 兴镇) är en sockenhuvudort i Kina. Den ligger i provinsen Shaanxi, i den nordvästra delen av landet, omkring 89 kilometer nordost om provinshuvudstaden Xi'an. Antalet invånare är 28 835. Befolkningen består av 14 130 kvinnor och 14 705 män. Barn under 15 år utgör 14,0 %, vuxna 15-64 år 77 %, och äldre över 65 år 8,0 %.
Runt Xingzhen är det tätbefolkat, med 735 invånare per kvadratkilometer. Närmaste större samhälle är Fuping Xian, 15,1 km nordväst om Xingzhen. Trakten runt Xingzhen består till största delen av jordbruksmark.
Genomsnittlig årsnederbörd är 640 millimeter. Den regnigaste månaden är juli, med i genomsnitt 138 mm nederbörd, och den torraste är december, med 1 mm nederbörd.